# 泉城路街道
泉城路街道，是中华人民共和国山東省济南市历下区下辖的一个乡镇级行政单位。

## 行政区划
泉城路街道下辖以下地区：
贡院墙根社区、临湖街社区、鞭指巷社区和芙蓉街社区。